# Кизилкум (Жетисайський район)
Кизилку́м (каз. Қызылқұм) — село у складі Жетисайського району Туркестанської області Казахстану. Входить до складу Кизилкумський сільського округу.
У радянські часи село називалось Єнбекші.
Населення — 3096 осіб (2021; 3592 у 2009, 2816 у 1999, 2492 у 1989).